# Just Across the Street
Just Across the Street é um filme de comédia estadunidense dirigido por Joseph Pevney e estrelado por Ann Sheridan, John Lund e Cecil Kellaway. Foi lançado em 15 de junho de 1952 pela Universal Pictures.

## Elenco
- Ann Sheridan ...Henrietta Smith
- John Lund ...Fred Newcombe
- Robert Keith ...Walter Medford
- Cecil Kellaway ...Pop Smith
- Harvey Lembeck ...Al
- Natalie Schafer ...Gertrude Medford
- Alan Mowbray ...Davis
- Billie Bird ...Pearl
- George Eldredge ...John Ballanger